# 6586 Seydler
6586 Seydler (1984 UK1) là một tiểu hành tinh vành đai chính được phát hiện ngày 28 tháng 10 năm 1984 bởi A. Mrkos ở Klet.